# Мурзинка (футбольный клуб)
«Мурзинка» — футбольный клуб из Санкт-Петербурга, основанный в 1912 году. Располагался в районе «Мурзинка». Клуб существовал при «Обуховском заводе», на стадионе которого и проводил свои матчи.

## Названия
- 1912 — 18.08.1914 — «Мурзинка» (Санкт-Петербург)
- 18.08.1914 — 1923 — «Мурзинка» (Петроград)

## История
Футбольный клуб «Мурзинка» (Санкт-Петербург) основан в 1912 году. Устав клуба был принят в 1914 году. Базировался клуб в историческом районе «Мурзинка», от него и получил своё первое название «Мурзинка». Команда была заводской, то есть существовала при «Обуховском заводе», который после революции был переименован в «Большевик», от которого клуб и получил название. «Мурзинка» начала играть на профессиональном уровне только в 1914 году и была заявлена в чемпионат города в классе «Б». Команда не отличалась большими достижениями. Клуб просуществовал до 1923 года. Есть версия, что «Мурзинка» и «Большевик» одна команда. Тем самым выходит, что «Зенит» мог удлинить свою историю, но историк футбола Владимир Фалин отказался от этой версии.

## Известные тренеры
- Валентин Гусев
- Константин Ефимов
- Борис Орешкин
- Леонид Шульдешов
- Михаил Юденич[1][4]